# Konjugovaný polymer
Konjugovaný polymer se vyznačuje pravidelným střídáním dvojných a jednoduchých kovalentních vazeb v rámci hlavního řetězce makromolekuly. V konečném důsledku jsou si z pohledu kvantové mechaniky všechny vazby v tomto polymeru rovnocenné a mají řád 1,5. Díky konjugaci dvojných vazeb dochází k delokalizaci jejich valenčních π-elektronů. Elektrony se tedy mohou pohybovat v rámci prokonjugovaného systému a tyto makromolekulární látky mohou vykazovat vysokou elektrickou vodivost po přiložení vnějšího elektrického zdroje. Nejjednodušším zástupcem konjugovaných polymerů je polyacetylen.